# Gabriel Urdaneta
Pour les articles homonymes, voir Urdaneta.
Gabriel José Urdaneta Rangel (né le 7 janvier 1976 à Mérida au Venezuela) est un joueur de football vénézuélien, qui joue au poste de milieu de terrain.

## Biographie
Il apparaît à 76 ou 77 reprises sous le maillot de l'équipe du Venezuela entre 1996 et 2005, inscrivant 9 buts, faisant de lui le quatrième joueur le plus capé de la sélection nationale (en 2014). 
Il participe avec l'équipe du Venezuela à la Copa América 1997, puis à la Copa América 1999, et enfin à la Copa América 2001. Il prend également part aux qualifications pour la Coupe du monde 1998, aux qualifications pour la Coupe du monde 2002 et enfin aux qualifications pour la Coupe du monde 2006 (soit 39 matchs et 2 buts en compétition FIFA).
Urdaneta joue pour de nombreux clubs au Venezuela et en Suisse. Il dispute 2 matchs en Ligue des champions de l'UEFA avec les BSC Young Boys. Il possède la double nationalité Vénézuélo-Suisse.

## Statistiques

### En sélection nationale
| Saison                | Sélection             | Phases finales        | Phases finales | Phases finales | Phases finales | Éliminatoires CDM | Éliminatoires CDM | Éliminatoires CDM | Matchs amicaux | Matchs amicaux | Matchs amicaux | Total | Total | Total |
| Saison                | Sélection             | Compétition           | M              | B              | Pd             | M                 | B                 | Pd                | M              | B              | Pd             | M     | B     | Pd    |
| --------------------- | --------------------- | --------------------- | -------------- | -------------- | -------------- | ----------------- | ----------------- | ----------------- | -------------- | -------------- | -------------- | ----- | ----- | ----- |
| 1995-1996             | Venezuela             | -                     | -              | -              | -              | 2                 | 0                 | 0                 | 2              | 0              | 1              | 4     | 0     | 1     |
| 1996-1997             | Venezuela             | Copa América 1997     | 2              | 0              | 0              | 6                 | 0                 | 1                 | 1              | 0              | 0              | 9     | 0     | 1     |
| 1997-1998             | Venezuela             | -                     | -              | -              | -              | 3                 | 0                 | 0                 | -              | -              | -              | 3     | 0     | 0     |
| 1998-1999             | Venezuela             | Copa América 1999     | 3              | 1              | 0              | -                 | -                 | -                 | 7              | 2              | 2              | 10    | 3     | 2     |
| 1999-2000             | Venezuela             | -                     | -              | -              | -              | 5                 | 0                 | 1                 | 6              | 0              | 1              | 11    | 0     | 2     |
| 2000-2001             | Venezuela             | Copa América 2001     | 2              | 0              | 0              | 5                 | 0                 | 0                 | 1              | 2              | 1              | 8     | 2     | 1     |
| 2001-2002             | Venezuela             | -                     | -              | -              | -              | 3                 | 0                 | 1                 | -              | -              | -              | 3     | 0     | 1     |
| 2002-2003             | Venezuela             | -                     | -              | -              | -              | -                 | -                 | -                 | 9              | 2              | 4              | 9     | 2     | 4     |
| 2003-2004             | Venezuela             | Copa América 2004     | -              | -              | -              | 7                 | 1                 | 0                 | 1              | 0              | 0              | 8     | 1     | 0     |
| 2004-2005             | Venezuela             | -                     | -              | -              | -              | 7                 | 1                 | 0                 | 2              | 0              | 0              | 9     | 1     | 0     |
| 2005-2006             | Venezuela             | -                     | -              | -              | -              | 3                 | 0                 | 0                 | -              | -              | -              | 3     | 0     | 0     |
| Total sur la carrière | Total sur la carrière | Total sur la carrière | 7              | 1              | 0              | 41                | 2                 | 3                 | 29             | 6              | 9              | 77    | 9     | 12    |